# Emilio Battisti
Emilio Battisti (Milano, 22 dicembre 1889 – Bologna, 23 novembre 1971) è stato un generale italiano, veterano della guerra italo-turca, della prima guerra mondiale, della guerra d'Etiopia e della guerra di Spagna. Durante il corso della seconda guerra mondiale fu Capo di stato maggiore del Gruppo d'armate Ovest, e poi comandante della 49ª Divisione fanteria "Parma" e della 4ª Divisione alpina "Cuneense". Decorato di tre Medaglie d'argento, due di bronzo e due Croci di guerra al valor militare. Insignito delle Croci di Cavaliere e di Ufficiale dell'Ordine militare di Savoia, del titolo di Commendatore dell'Ordine militare d’Italia, e del Gran Cordone dell’Ordine al merito della Repubblica Italiana.

## Biografia
Nacque a Milano il 22 dicembre 1889, figlio di Silvio e Giuseppina Acconci. Arruolatosi nel Regio Esercito iniziò a frequentare come allievo ufficiale l'Accademia militare di Modena, da cui uscì nel 1910 con il grado di sottotenente, assegnato all'arma di fanteria, corpo degli alpini. Assegnato al Battaglione alpini "Vestone" dell'8º Reggimento alpini, pochi mesi dopo, nel 1911, partì per combattere in Libia durante il corso della guerra italo-turca. Decorato con due Croci di guerra al valor militare rimase in Africa settentrionale fino al 1913, quando rientrò in Patria. Durante la prima guerra mondiale, con il grado di capitano, fu comandante della 241ª Compagnia del Battaglione alpini "Val Baltea", in forza al 4º Reggimento alpini, alla cui testa conquistò il Corno di Cavento il 15 giugno 1917. Promosso maggiore nell'ottobre dello stesso anno, fino al termine del conflitto fu in forza al Battaglione alpini "Exilles" del 3º Reggimento alpini. Prese parte alle battaglie sui fronti del Mrzli, del Vodil, dell'Adamello, del Crozzon di Lares e Lobbie, e altre, venendo decorato con una Medaglia d'argento e una di bronzo al valor militare. Alla sua costituzione, avvenuta a Milano l'8 luglio 1919, fu tra i soci fondatori dell'Associazione Nazionale Alpini.
Nel 1920 fu il primo comandante del neocostituito Battaglione alpini "Trento". di stanza a Gemona del Friuli.
Nel gennaio 1936, con il grado di colonnello e comandante del 7º Reggimento alpini in forza alla 5ª Divisione alpina "Pusteria" partì per l'Africa Orientale Italiana dove partecipò alla conquista dell'Etiopia. Si distinse nel corso delle operazioni belliche, venendo decorato con una seconda Medaglia di bronzo al valor militare, rientrando in Italia nel corso del 1937.
Nel 1938 partì volontario per combattere nella guerra di Spagna, dove assunse poi il comando, con il grado di colonnello brigadiere, dapprima della Divisione Legionaria "XXIII Marzo Lame Nere" del Corpo Truppe Volontarie, e poi della Divisione "Frecce Verdi". Al termine della guerra, nel 1939, risultava decorato di altre due Medaglie d'argento al valor militare, e promosso generale di brigata per meriti di guerra.
Con l’entrata nella seconda guerra mondiale del Regno d'Italia, avvenuta il 10 giugno 1940, fu nominato Capo di stato maggiore del Gruppo d'armate Ovest, prendendo parte alle operazioni sul fronte francese. Tra il 1º dicembre 1940 e il 9 marzo 1941 fu comandante della 49ª Divisione fanteria "Parma".
Nel marzo 1941 fu nominato comandante della 4ª Divisione alpina "Cuneense",  allora impegnata sul fronte greco-albanese fino alla resa della Grecia, avvenuta nel maggio dello stesso anno. Nel luglio 1942 partì al comando della Grande Unità, assegnata all'ARMIR, per il fronte russo. Dopo l'esito negativo della seconda battaglia difensiva del Don, decise di seguire la sorte dei suoi alpini rifiutandosi di salire a bordo dell'aereo, messo a disposizione dal comando tedesco, per portarlo in salvo durante il drammatico ripiegamento del gennaio 1943. Nella notte tra il 26 e 27 gennaio il reparto comando della Divisione fu accerchiato, e dopo il fallimento di ogni tentativo per aprirsi un varco tra le truppe sovietiche, tutti i suoi componenti vennero fatti prigionieri.
Rinchiuso in un carcere duro, dove fu compagno di cella del Feldmaresciallo tedesco Friedrich Paulus, e poi in un campo di concentramento fu liberato e rientrò in Italia il 15 maggio 1950. Elevato al rango di generale di corpo d'armata fu dapprima comandante del VI Comiliter e poi, nel 1952 fu nominato presidente del Consiglio Superiore delle Forze Armate e comandante del Nucleo 3ª Armata a Bologna. 
Il 22 dicembre 1953 andò definitivamente in pensione, lasciando la vita militare per entrare come socio effettivo nella Sezione ANA Bolognese-Romagnola, della quale divenne Presidente Onorario a vita. Per nove anni prese parte alle Adunate Nazionali Alpini come ai raduni di Gruppo, alle commemorazioni nazionali come nei piccoli paesi fino quando non si spense a Bologna il 23 novembre 1971. Fu padre Enelio Franzoni, decorato di Medaglia d'oro al valor militare a recitare la preghiera dell'alpino durante il funerale.
Su suo espresso desiderio, venne sepolto nel Sacrario di Colle di Nava (provincia di Imperia) dedicato ai caduti della Divisione alpina "Cuneense".

## Pubblicazioni
- La guerra sul ghiacciaio, con Angelo Ravenni, Ministero della guerra, Comando del Corpo di stato maggiore, Ufficio storico, Roma, 1933.
- Il 7º Alpini in Africa Orientale. "Feltre", "Pieve di Teco", "Exilles", 10º Reggimento Alpini Editore, Roma, 1937.[N 3]

### Annotazioni
1. ↑  Si trattava dell'ex Battaglione alpini "Morbegno" (44ª, 45ª, 47ª Compagnia).
2. ↑  Insieme a lui rientrarono anche i generali Umberto Ricagno, già comandante della "Julia", e Etelvoldo Pascolini della già comandante della "Vicenza", e trenta militi delle SS di origine altoatesina.
3. ↑  Si tratta del sui diario giornaliero inviato, per tutto il corso della guerra d'Etiopia, al giornale L’Alpino che regolarmente li pubblicò come articoli. Tali articoli furono successivamente raccolti e pubblicati in forma di libro, e dove compaiono anche caricature e vignette realizzate dallo stesso Battisti.

### Fonti
1. ↑  Generals.
2. 1 2 3 4 5 6 7 8 9  Bianchi 2012, p. 29.
3. 1 2 3 4 5 6 7 8 9 10  Noi Alpini.
4. 1 2 3 4 5  Alpini Cuneese.
5. 1 2 3 4 5 6  Bianchi 2012, p. 30.
6. ↑  Bollettino Ufficiale 1937, pag.886.
7. 1 2 3  Sito web del Quirinale: dettaglio decorato.
8. ↑  Bollettino Ufficiale 1914, dispensa 26, pagina 697, 701,  registrato alla Corte dei Conti il 1 luglio 1914, registro 49, foglio 154.
9. ↑  Bollettino Ufficiale 1913, dispensa 60, pagina 1262,  registrato alla Corte dei Conti il 24 gennaio 1914, registro 47, foglio 53.
10. ↑   Bollettino ufficiale delle nomine, promozioni e destinazioni negli ufficiali e sottufficiali del R. esercito italiano e nel personale dell'amministrazione militare, 1936,  p. 124. URL consultato il 22 agosto 2019.
11. ↑  Supplemento ordinario della Gazzetta Ufficiale del Regno d'Italia n.221 del 22 settembre 1937, pag.32.
12. ↑  Sito web del Quirinale: dettaglio decorato.